# Azteken-Bartvogel
Der Azteken-Bartvogel (Semnornis frantzii), auch Azteken-Knackbärtling oder Zinkenschnabel genannt, ist eine Vogelart aus der Familie der Tukan-Bartvögel, zu der nur eine weitere Art, nämlich der Tukan-Bartvogel gehört. Beide sind näher mit den Tukanen verwandt als mit den Amerikanischen Bartvögeln. Sie werden daher in eine eigene Familie gestellt. Für den Azteken-Bartvogel werden keine Unterarten unterschieden. Die IUCN stuft die Art als nicht gefährdet (least concern) ein. Das Artepitheton frantzii ehrt den deutschen Forschungsreisenden Alexander von Frantzius.

## Erscheinungsbild
Azteken-Bartvögel haben ein durchschnittliches Gewicht von etwa 67 Gramm. Die Männchen haben eine Flügellänge von 8,3 bis 9,7 Zentimetern. Die Schwanzlänge beträgt 5,7 bis 6,8 Zentimeter. Der Schnabel wird zwischen 1,7 und 2,1 Zentimeter lang. Weibchen haben ähnliche Körpermaße.
Die Männchen sind rund um die Schnabelbasis rußig schwarz gefärbt. Ansonsten sind die Stirn, der Oberkopf und die Wangen bräunlich olivfarben. Sie haben in der Mitte des Nackens einige verlängerte schmale, glänzend schwarze Federn, die eine aufstellbare kleine Federhaube bilden. Die Körperoberseite ist ansonsten dunkel olivfarben. Die Steuerfedern sind auf der Oberseite rußig braunoliv, die Unterseite ist etwas gelblicher. Die Kehle und die Brust sind matt gelblich-olivbraun. Die Körperseiten sind blassgrau, die Schenkel sind olivfarben. Die Unterschwanzdecke und der Unterbauch sind gelblichweiß. Der sehr kräftige Schnabel läuft spitz aus. Die Schnabelfarbe ist silbergrau bis bläulich-hornfarben. Die Augen sind rot bis rotbraun. Weibchen ähneln den Männchen, ihnen fehlt allerdings die schwarze kleine Federhaube im Nacken. Jungvögel sind etwas matter gefärbt und haben spitzer auslaufende Steuerfedern.
Azteken-Bartvögel sind grundsätzlich wenig scheu und dulden die Annäherung von Menschen. Der Flug ist gerade mit schnellem Flügelschlag.

## Verbreitungsgebiet und Lebensraum
Der Azteken-Bartvogel kommt nur in Mittelamerika vor. Sein Verbreitungsgebiet reicht hier vom Norden Costa Ricas bis in den Westen von Panama. Sein Lebensraum sind Wolken- und Nebelwälder mit einem reichen Moos- und Epiphytenwachstum. Er kommt überwiegend in Höhenlagen zwischen 1200 und 2200 Metern vor. In Costa Rica ist er in der Region zwischen 1500 und 1850 Höhenmetern eine der häufigsten Vogelarten. In kühleren Regionen an der Nordseite der Kordilleren kommt er gelegentlich noch in tieferen Lagen von etwa 600 Metern vor.

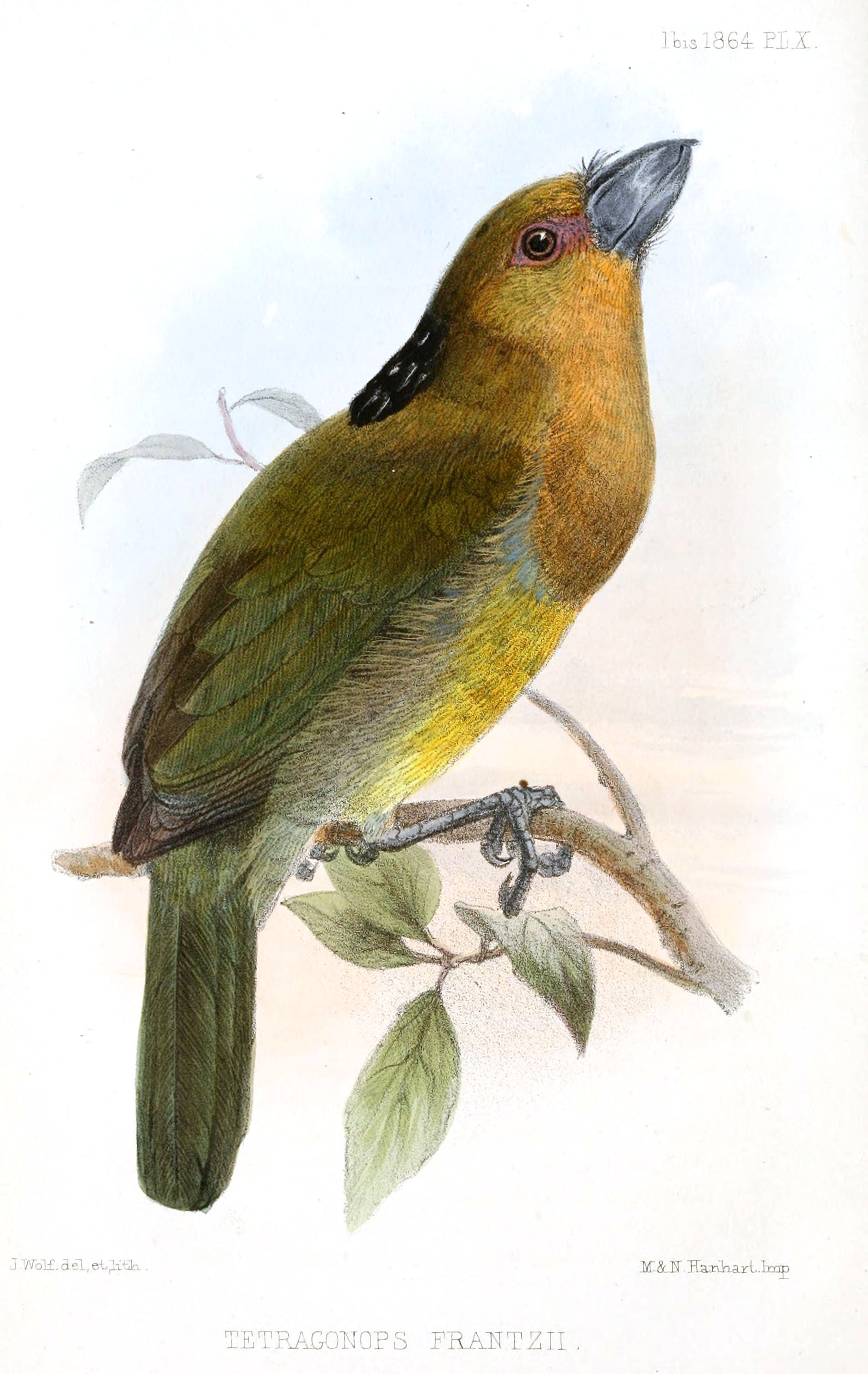
Azteken-Bartvogel, Männchen

Er bevorzugt Wälder an Hängen und nutzt auch ältere Sekundärwälder, Waldränder und angrenzende Weiden. Er hält sich überwiegend in den mittleren und unteren Baumregionen auf, kommt jedoch nur sehr selten auf die Erde. Während der Fortpflanzungszeit ist er gewöhnlich paarweise, außerhalb der Fortpflanzungszeit auch in kleinen Trupps von etwa fünf Individuen zu beobachten. Als Ruheplatz nutzt er gelegentlich alte, aufgegebene Nester und Bruthöhlen anderer Vögel.

## Nahrung
Die Nahrung der Azteken-Bartvögel besteht überwiegend aus Früchten und Beeren. Beeren werden gelegentlich von ihnen langsam zerkaut und nur der Saft heruntergeschluckt. Die Haut wird wieder ausgespuckt. Sie fressen außerdem Nektar sowie Blütenblätter und untersuchen während der Nestlingszeit auch Moose und Epiphyten nach Insekten.

## Fortpflanzung
Azteken-Bartvögel sind Höhlenbrüter. Die Paarbildung beginnt im Februar und März. In dieser Zeit kommt es in den kleinen Trupps zu zunehmend aggressiveren Auseinandersetzungen. Die Paare graben eine Höhle in Totholz in Höhen zwischen 3,5 und 18 Meter über dem Erdboden. Beide Geschlechter sind gleichermaßen am Bau der Höhle beteiligt. Der Höhleneingang hat einen Durchmesser von etwa 4,8 Zentimetern, der schmale Eingang führt dann waagerecht bis zu 7,6 Zentimeter in das Totholz und erweitert sich erst dann zur eigentlichen Nisthöhle. Sobald die Nisthöhle fertiggestellt ist, übernachtet das Paar in der Höhle. 
Die Eier werden kurz nach Fertigstellung der Bruthöhle gelegt. Das Gelege besteht aus vier bis fünf Eiern. Diese haben eine weiße Schalenfarbe und glänzen. Nistunterlage sind Holzstückchen. Beide Elternvögel sind an der Brut beteiligt. Die Brutzeit beträgt etwa 14 bis 15 Tage. Frisch geschlüpfte Nestlinge sind zunächst nackt und blind. Sie werden von den Elternvögeln am Anfang mit Insekten gefüttert. Nach der ersten Lebenswoche dominieren dann Früchte in der Ernährung. Beide Elternvögel füttern und hudern die Nestlinge.
Zu den nachgewiesenen Prädatoren des Azteken-Bartvogels gehören der Tayra, andere Wieselartige sowie Ratten. Auch Menschen entnehmen den Nisthöhlen Jungvögel. Der Laucharassari frisst vermutlich ebenfalls Nestlinge. Der Fledermausfalke stellt außerdem erfolgreich den adulten Vögeln nach.